# Релігія

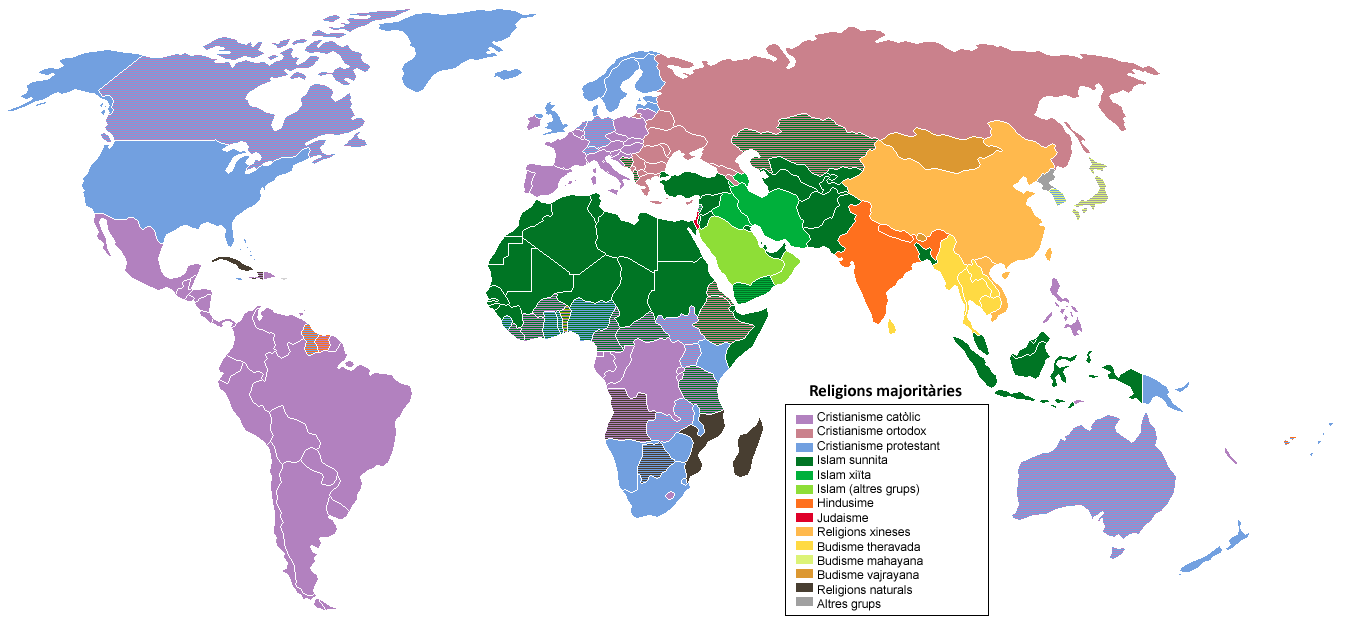
Переважні релігії в країнах світу

Символи релігій світу

Релі́гія (від лат. religio — зв'язок) — особлива система світогляду та світосприйняття конкретної людини або групи людей, набір культурних, духовних та моральних цінностей, що обумовлюють поведінку людини.
Інші визначення релігії:
- Сповідання віри у вигляді зовнішніх знаків;
- організоване поклоніння вищим силам. Релігія не тільки є вірою в  існування вищих сил, але встановлює особливі відносини до цих сил, вона є, отже, відома діяльність волі, спрямована до цих сил;
- духовна формація, особливий тип ставлення людини до світу і самого себе, обумовлений уявленнями про інобуття як домінуючою по відношенню до повсякденного існування реальності;
- система людських і цінностей, заснованих на вірі у вищий, надлюдський порядок.

У широкому сенсі, як суспільний інститут, релігія — це сукупність вірувань і віровчень, наявних у суспільстві. Вона включає до свого складу сукупність звичаїв, обрядів, правил життя і поведінки людей і т. д. Вивченням релігії займається наука релігієзнавство.
Всупереч розповсюдженій думці, що релігія обов'язково передбачає віру у Бога (особу-творця), поняття «атеїзм» не повинно протиставлятися поняттю «релігія»[джерело?]. Деяким релігіям (наприклад, буддизму, джайнізму та іншим дхармічним релігіям) притаманна відсутність віри в персоніфікованого бога. Інколи такі релігії називають атеїстичними.
Існує таке поняття, як релігійна свідомість. Це сукупність образів, уявлень, почуттів та переживань, що мають своїм предметом священне, вище та істинне буття (або ж чудесне) та такі, що спрямовані до означених предметів.
У вузькому розумінні релігія — віра в існування надприродних — персоніфікованих чи ні — сил, що супроводжується переконанням у здатності цих сил або сили (Бога, богів, Абсолюту, Космосу тощо) впливати на Всесвіт та на долю людей. Ця віра відбивається в думках, відчуттях і волі людини, містить у собі певний етичний кодекс, виражається в певному способі поведінки та/або ритуалах, за допомогою яких людина шукає схвалення та прихильності Бога або богів. За визначенням теолога Ганса Кюнга, релігія є соціально-індивідуально реалізованим, втіленим в традиції та спільноту відношенням до чогось, що перевищує або охоплює людину та її світ, — до якоїсь, як би її не розуміли, найвищої правдивої дійсності (Абсолютне, Бог, нірвана); на відміну від філософії, в релігії йдеться про слово та шлях спасіння.

## Визначення і етимологія
В основі різних тлумачень поняття релігія — вчення філософа й оратора Цицерона (106—43 до н. е.) та раннього християнського мислителя Лактанція (приблизно 250—325). Вважається, що саме слово релігія походить від цицеронівського терміна relegere — латинського дієслова, що означає «йти назад, повертатися, обдумувати, збирати, споглядати, боятися» і мало б характеризувати релігію як «богобоязливість, страх і пошанування богів». Лактанцій вважав, що слово religio походить від латинського religare, що означало «в´язати, зв´язувати, прив´язувати», релігія ж — це «зв'язок із Богом, служіння йому і покора через благочестя». Ця точка зору й закріпилася, особливо у християнській традиції. Сучасні українські тлумачні словники пояснюють латинське слово religio як «набожність, святиня, предмет культу» або «совісність, добросовісність», «совісне ставлення до священного, яке охоплює релігійні почуття, благочестя, набожність, богошанування, культ».
Термін «релігія» на означення відношення «людина — Бог» у європейській традиції був запроваджений лише у XV—XVI ст. Тоді його вживали лише в теїстичному значенні, без урахування всіх особливостей феномену, який він позначав. Сучасне розуміння релігії походить від доби просвітництва. Релігію як особливий феномен осмислювали філософи нового часу Іммануїл Кант, Фрідріх Шляєрмахер, Георг Вільгельм Фрідріх Гегель, Людвіг Феєрбах, Оґюст Конт, Дейвід Х'юм та інші.

## Альтернативні терміни
Оскільки термін «Релігія» походить з латинської мови і фактично має християнське наповнення, то використання цього терміна як універсального призводить до переносу певних звичних ознак на релігійні традиції інших регіонів, де до вестернізації була автохтонна культура з власною, альтернативною західній, термінологією. Проте використання єдиного термінологічного апарату має багато переваг для суспільства, оскільки є підґрунтям для взаємопорозуміння та суттєво економить час і кількість слів для його досягнення. Але в межах наукового дискурсу слід звертати увагу на нюанси, деталі та розбіжності. Наприклад:
В арабській мові існує термін Дін (араб. دين — релігія.) Походження терміна Дін та його багатоаспектність в межах широкого поняття «релігія» пов'язані як із існуванням у мові доісламської Аравії декількох значень цього слова (звичай, відплата, влада-покірність), так і з впливом значень близьких до нього за звучанням релігійних термінів в мовах сусідніх народів.
У Корані термін Дін вживано понад 100 разів у різних значеннях. Він може означати «Суд», «відплату» (наприклад, йаум ад-Дін — «день Суду», Коран 1:4/3), «релігію», «віру» окремої людини (наприклад, Коран 39:2) і релігію як систему ритуальної практики, що є основою життя релігійної спільноти (наприклад, Коран 6:161/162; 3:73/66). Термін Дін застосовується як до ісламу (наприклад, Коран 3:19/17), так і стосовно язичництва (наприклад, Коран 109:6), юдаїзму або християнства (наприклад, Коран 3:73/66). Проте основне коранічне значення терміна Дін пов'язане з важливою для Корану ідеєю обов'язкового підкорення Аллаху.
У найширшому сенсі ад-Дін як «область духовного» протиставлялася поняттю ад-дунйа — «областю матеріального». При цьому це не стверджувало відірваності одного від іншого, але діалектика цих понять, ступінь їх пов'язаності й протиставлення як і межі дій кожного з них, складає важливий елемент релігійної та соціальної полеміки.
Для Індії часто коректніше використовувати термін «Дхарма».
Для Китаю та Далекого Сходу близький за значеннями термін «Дао».

## Основні елементи та структура релігії
Якщо виходити з того, що релігія, як і всі явища духовного життя, є результатом психічної діяльності людини — розуму, почуття і волі, її складниками відтак виступають світорозуміння, світовідчуття і ставлення до світу. Вони й становлять три основних елементи релігії. Виділяють також четвертий структурний елемент релігії — релігійна організація, або ж ієрархія.
Релігійні ідеї та уявлення створюють концептуальний бік релігії, виражають усе, що становить релігію як суспільну та духовну категорію. Сюди належать міфи, концепції, теорії про надприродне, про бога, а також догмати, зміст священних книг, переказів, молитов тощо.
Релігійний культ створює зовнішній бік релігії. До нього належать релігійні обряди й свята, моління, богослужіння, пости, священні амулети, ікони, талісмани, храми, капища і релігійні дії, пов'язані з ними.

## Походження, виникнення і еволюція релігії
Основні теорії походження релігії:
- Теологічні теорії — ґрунтуються на твердженнях про надприродні причини та обставини походження релігії.
  - Традиціоналістська теорія — Згідно з нею релігію відкрив людям безпосередньо Бог. Традиціоналістська теорія не потребує доведення, позаяк ґрунтується на вірі. Стосується вона передусім християнства, тому набула значного поширення у християнському богослов'ї. Щодо походження інших релігій християнство допускає будь-які пояснення.
  - Теїстична теорія — Згідно із цією теорією релігія — це результат розумового розвитку людства. Ця теорія теж виходить із беззастережного визнання існування Бога, вона була широко популярна у Новому часі.
  - Концепція вроджених ідей[en] — стверджує, що ідея Бога притаманна людині від її народження. Уявлення про Бога як найдосконалішу істоту передбачає визнання його існування: людина мислить про Бога, отже, він існує. А мислить вона про Бога тому, що ідея Божества є провідною вродженою ідеєю, вона існує у свідомості людини від народження і виявляється як пізнання Бога.
  - Богословський раціоналізм — згідно з цією теорією, розгортання вроджених ідей відбувається під впливом досвіду, емпіричних знань.
  - Споглядальний теїзм — основним положенням цієї теорії є те, що релігія як ставлення людини до Бога є комплексом певних почуттів, породжених усвідомленням людиною скінченності свого буття.
  - Містичні теорії — визнають надприродне походження релігії, яка є наслідком Одкровення, але не назавжди даного людям Богом, а результатом постійного впливу Божества на дух людини, що діє вічно.
  - Православно-академічна теорія — прихильники цієї теорії сформулювали два джерела виникнення релігії: об'єктивне, що існує поза людиною і виявляється у впливі Бога на дух людини, та суб'єктивне, яке залежить від людини, від засвоєння нею цього впливу.
  - Академічний теїзм — визнаючи абсолютний пріоритет віри, використовує наукові аргументи і тому до певної міри удосконалює попередні богословські теорії походження релігії.
- Наукові теорії намагаються пояснити релігію як результат реалізації певних потреб, інтересів чи неспроможності людини подолати свою залежність від зовнішніх сил. До цих теорій належать:
  - Політико-державна теорія — згідно із нею, релігія є вигадкою законодавців. Цю теорію поділяв Лактацій, який вважав засновником релігії римського царя Помпілія.
  - Евгемеризм — релігія бере початок із вшанування й обожнювання найдавніших царів.
  - Натуралістична (матеріалістична) концепція — ґрунтується на твердженнях, що сфера духовного, зокрема релігія, є похідною від матеріального світу. Її прихильники вважали релігію фантастичним відображенням світу в свідомості людей.
  - Міфологічна теорія — релігія бере початок з прадавніх міфів, зокрема міфу про Сонце, з обожнювання Сонця.
  - Анімістична теорія — релігія сформувалася від віри в духів і в душу.
  - Теорія аніматизму — висунули критики анімізму, які стверджували, що анімізму передувало одухотворення речей, всієї природи, згідно з яким кожна річ, кожне явище має «свого господаря», «свій голос». Це був примітивний пантеїзм — обожнювання природи.
  - Теорія прамонотеїзму — люди споконвіку визнавали існування єдиного Бога. Ця віра виникла з розмірковувань первісної людини щодо своєї творчої діяльності та з традиції батьківської влади в родині.
  - Магічна теорія — пояснює духовний розвиток людства як процес, що проходить три стадії: магії, релігії, науки. Згідно з теорією, основу первісної релігії становить магія, що впливає на волю надприродних сил.
  - Психологічна теорія — в її основі лежить теза про те, що релігія зародилася внаслідок особливостей природи людини і є наслідком її психічних переживань в стресовій ситуації.

## Соціологія релігії
У людському суспільстві існування віри у вигляді різних віровчень можна прослідкувати з найдавніших часів. Одні віровчення (релігії, світогляди, ідеології) змінюють інші, кожне покоління описує суще за допомогою понять свого часу і таким чином віра продовжує жити у суспільстві.
Релігія — це складне соціальне і духовне явище, корені якого виходять з глибинних теренів суспільної історії. Соціальна природа та риси релігії вказують на її зв'язок із розвитком суспільства — певної самовідтворюючої системи, де один елемент пов'язаний з іншим. Слово походить від лат. Religio — і означає зв'язок. Процеси прогресивних змін або занепаду духовних цінностей в цілому всього суспільства неодмінно позначаються і на історичній еволюції релігійних вчень, зміст яких становить основу релігійних вірувань. Звідси виникає необхідність комплексного вивчення релігієзнавством релігійних вчень з урахуванням їх догматичного змісту й тих суспільних факторів, що обумовлюють історичні особливості виникнення і функціонування тих чи інших релігійних ідей.
Релігія — явище дуже складне і має соціальний характер, тобто воно виникло в суспільстві цілком закономірно й існує разом з ним. Релігія є однією з найдревніших форм суспільної свідомості — однією з форм відображення світу, але відображення своєрідного.
Інші визначення терміна «релігія»:
1. спосіб життя;[джерело?]
2. система символів, моральних правил, обрядів та культових дійств, що надходить від загальних уявлень про порядок буття;[джерело?]
3. Будь-яка релігія — більше або менше струнка система, що складається з трьох елементів: уявлень, настроїв, дій[5].

## Види віровчень

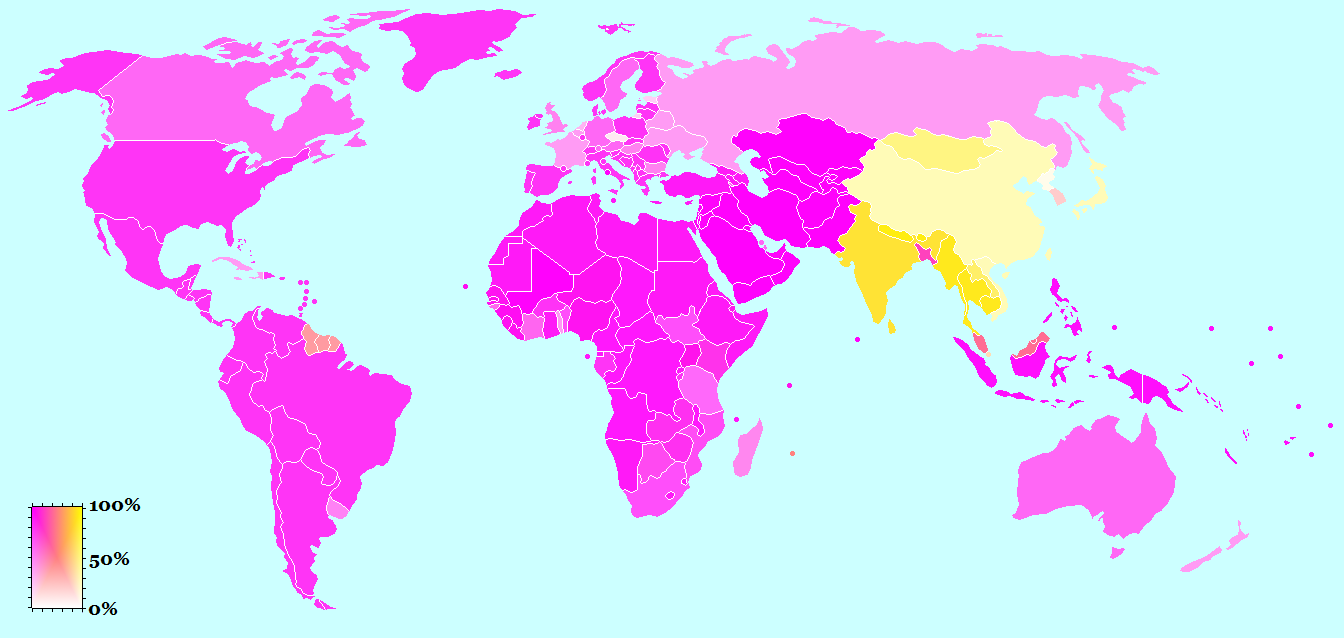
Мапа, що показує поширення авраамітичних (рожевий) і дгармічних (жовтий) релігій на Землі

Віровчення, як системи вірувань, часто розглядають стосовно віри в Бога і поділяють так:
- єдинобожжя (грецьк.монотеїстичні).
- багатобожжя (грецьк.політеїстичні).
- безбожжя (грецьк.атеїстичні) або матеріалізм.

Для монотеїзму властива віра в єдиного Бога, верховну істоту, Бога-творця. Для політеїзму характерна віра в пантеон різних богів, кожен з яких має свою область впливу. Для безбожжя характерне заперечення існування Бога і визнання світового начала, як безособової субстанції (матерія, рух, дао, дійсність, суще, буття і т. д.).
За походженням та світоглядними підвалинами впливові сучасні віровчення поділяються на авраамічні та дгармічні. Головні авраамічні віровчення (ті, які походять від віровчення праотця Авраама): юдаїзм, християнство та іслам. Авраамічні релігії мають спільні корені у віруваннях древніх євреїв. Для дгармічних релігій характерна віра в цикл перенароджень самсару та карму. Дгармічні релігії зародилися в Стародавній Індії, звідки поширилися в інші країни світу. До дгармічних релігій належать індуїзм, буддизм, джайнізм, сикхізм.
Варто звернути увагу, що в історії людського суспільства єдинобожжя, безбожжя (матеріалізм) і багатобожжя в усі часи були тісно переплетені, що можна пояснити тим, що вони є різними способами опису сущого, навколишньої дійсності.

### Найдавніші віровчення
Див. також Проторелігійність.
Найдавніші віровчення сягають часів родоплемінного ладу, коли людство для відображення і опису сущого застосовувало лише усне слово.
Такі віровчення прийнято поділяти на тотемізм, фетишизм, анімізм, аніматизм, магія, міфологія

### Віровчення пов'язані з національними спільнотами
Віровчення пов'язані з національними спільнотами або національні релігії.
- юдаїзм (хасидизм, караїмізм) (Ізраїль) — базується на концепції всюдисущого вічного Творця, чия воля та особливе ставлення до єврейського народу відбиті в Торі тобто Законі;
- індуїзм, джайнізм, сикхізм (Індія)
- конфуціанство, даосизм (Китай)
- синто (Японія) — стародавня політеїстична релігія мешканців Японського архіпелагу, в основі якої лежать анімістичні, фетишистичні, тотемістичні вірування, які склалися у середовищі різних етнічнографічних груп Японії.

### Світові віровчення
На відміну від національних віровчень ці віровчення призначені і запрошують до кола своїх послідовників всіх людей і народів світу.
- Християнство — найпоширеніша в світі релігія з найбільшим числом вірян. Християнство виникло в середовищі юдаїзму в Палестині і поширилося спочатку в Римській імперії. Суттю християнства є віра в Ісуса Христа, який є Спасителем; визнає існування Бога у Святій Трійці (Отець, Син, Святий Дух), що в особі Сина Божого Ісуса Христа втілився в людську індивідуальну природу і здійснив справу спасіння людини і світу. Засади християнства базуються на книгах Біблії.
- Іслам — наймолодша з 3 світових релігій, поширена головно на Близькому Сході, Північній Африці та Південно-Східній Азії. Творцем ісламу був пророк Мухаммед (VII ст.). Як авраамічна релігія іслам виходить з традицій юдаїзму і християнства, визнає Аллаха єдиним Богом, проголошує віру в страшний суд і кару й нагороду після смерті, засади ісламу викладені в Корані та суні (традиції Мухаммеда);
- Буддизм — найдавніша з 3 світових релігій, поширена головно у Східній та Південно-Східній Азії. Буддизм розвинувся з етико-філософської системи, створеної Буддою в V ст. до н. е. на терені Індії; сформувався на ґрунті місцевих релігій Індійського субконтиненту, однак відкинув авторитет індуських Вед. Буддизм вимагає дотримання морального закону як шляху визволення душі з коловороту втілень і досягнення нірвани.

Деякі дослідники розглядають створену в колишньому СРСР форму світогляду відому під назвами діалектичний матеріалізм або марксизм-ленінізм як світову неорелігію, оскільки вона за багатьма своїми рисами схожа на існуючі світові віровчення (зокрема пропонує певне бачення всього сущого у вигляді матерії — «об'єктивної реальності даної людині у відчуттях») і була запропонована щоб їх замінити.

### Авраамічні релігії

#### Напрямкив християнстві
- Католицизм
  -     - Римо-католицька церква
    - Греко-католицька церква
- Православ'я
  - 
    - Константинопольський патріархат
    - Православна церква Александрії
    - Православна церква Єрусалима
    - Російська православна церква
    - Православна церква України
    - Православна церква Сербії
    - Румунська православна церква
    - Грузинська православна церква
    - Кіпрська православна церква
    - Грецька православна церква
    - Польська православна церква
    - Албанська православна церква
    - Чеська православна церква
    - Православна церква Америки
    - Македонська православна церква
    - Чорногорська православна церква
- Давньосхідні церкви
  - Копти
  - Вірменська апостольська церква
- Протестантизм
  - Адвентизм
  - Англіканська церква
  - Баптизм
  - Кальвінізм
  - Пресвітеріанство
  - Квакери
  - Лютеранство
  - Методизм
  - П'ятидесятники
  - Харизмати
- Парахристиянські конфесії
  - Свідки Єгови
  - Мормони (Церква Ісуса Христа Святих Останніх Днів)

#### Напрямки вісламі
- Сунізм
- Шиїти

#### Напрямки вюдаїзмі
- Караїмізм
- Хабад
- Хасидизм

### Дхармічні релігії
- Сикхізм

#### Напрямки вбуддизмі
- Тхеравада
- Махаяна
- Ваджраяна

#### Напрямки вджайнізмі
- Шветамбари
- Дігамбари

#### Напрямки віндуїзмі
- Вайшнавізм
- Шиваїзм
- Шактизм
- Смартизм
- Шраута

### Традиційні народні культи
- Конфуціанство
- Синтоїзм
- Даосизм
- Дзогчен

### Історичні
- - Праіндоєвропейська релігія
  - Скіфська міфологія
  - Релігія Стародавнього Єгипту
  - Грузинська міфологія
  - Слов'янська міфологія
  - Давньогрецька міфологія
  - Давньоримська релігія
  - Скандинавська міфологія
  - Кельтська міфологія
  - Ірландська міфологія
  - Дравідська міфологія
  - Релігія та міфологія майя
  - Міфологія ацтеків
  - Міфологія інків
  - Китайська міфологія
  - Тюркська міфологія
  - Тенгріанство
  - Брахманізм
  - Ведизм

### Релігії і містичні вчення, які виникли у наш час
- Неоіндуїзм
- Неоязичництво
- Рідновірство
- Омото-кьо (Японія)
- Као Дай (В'єтнам)
- Вон-буддизм (Південна Корея)
- Бурханізм
- Саєнтологія — «прикладна релігійна філософія» (за Л. Роном Габбардом), містить у собі філософію й техніку духовного вдосконалення і охоплює такі теми як мораль, етика, детоксикація, освіта, управління та ін.;

Ці нетрадиційні релігійні системи часто відносять до «нової ери» нью-ейдж.

## Функції релігії
Світоглядна: релігія сповнює життя особливим сенсом, значенням, за переконанням вірян
Компенсаторна: релігія компенсує людині її залежність від природних та соціальних катаклізмів, зменшує відчуття власної немічності, допомагає переживати важкі випробування, страх перед смертю.
Комунікативна: спілкування вірян між собою, «спілкування» із богами, янголами, душами померлих та святих
Регулятивна: усвідомлення індивідом складу певних цінностей, моральних норм, які випрацьовуються в кожній релігійній традиції, виступають своєрідною програмою поведінки людей.
Інтегративна: допомагає людині усвідомити себе частиною єдиної релігійної спільноти, що закріплена спільними цінностями, дає можливість самоствердження людині у суспільстві, у якому такі ж самі погляди
Політична: лідери різних спільнот та держав використовують релігію для виправдання своїх дій, об'єднання або навпаки роз'єднання людей за релігійними ознаками заради своїх політичних цілей.
Культурна: релігія сприяє поширенню культури групи-носія (писемність, іконопис, музика, етикет, мораль, філософія і т. д.)
Дезінтегруюча: релігія може бути використана для роз'єднання людей, розпалювання ворожнечі або навіть війн між різними релігіями, конфесіями або навіть всередині релігійної групи.

## Релігія і суспільство
«Спільнота без релігії» — це корабель без керма. Без релігії немає ладу. Тільки релігія дає сильну і тривалу підтримку державі. Дайте мені одного доброго священника, і тоді мені не потрібно сотні поліцаїв» — говорив Наполеон Бонапарт. Релігія із самого початку свого існування намагалася охоплювати своєю діяльністю всі сфери суспільно-державного життя.

## Релігія і політика

### Історія
З найдавніших часів існування, розвиток, зміна і занепад різних віровчень були пов'язані з розподілом влади у суспільстві.
Тут можна згадати і про війну між храмами-містами-державами стародавнього світу (Єгипет і Межиріччя) за вплив на людей. Можна згадати про появу у грецьких містах-державах і Римській імперії пантеонів — храмів язичницьких богів, тобто храмів присвячених богам різних племен-язиків як спосіб об'єднати в одній державі віровчення різних груп людей. У постійній боротьбі з язичництвом розвинулись світові монотеїстичні віровчення нового часу — юдаїзм, християнство, іслам і буддизм.
В Монгольській імперії Чингісхана було проголошено свободу віросповідання, різні віровчення, зокрема християнство і іслам розглядалися як різні форми поклоніння Всевишньому — Небу (Тенгрі).
Після занепаду Монгольської імперії у світі починає переважати нова форма співіснування держави і віровчень — в усьому світі, і в Європі і в Азії переважають держави, в яких визнається пануючим одне з існуючих віровчень.
Лише після Французької Революції у світі починає поширюватись думка про необхідність відокремлення держави від впливу на віровчення.
В більшості сучасних демократичних держав релігія відокремлена від держави і школи й конституційно затверджені принципи свободи совісті, свободи віросповідання, свободи релігії. Сюди входить також право людини не сповідувати жодної релігії.
Держави, в яких певна релігія затверджена як державна, називаються теократичними. Прикладами теократичних держав у сучасному світі є Ватикан, Іран, Саудівська Аравія.

### Релігія і держава в Україні
Відносини релігії і держави визначаються характером самої держави. Світська держава ніяким чином не контролює власних громадян у сфері релігії, керуючись Резолюцією 1556 (2002) Парламентської асамблеї Ради Європи «Релігія і зміни у Центральній і Східній Європі», що декларує невтручання держави у релігійні справи. У той же час відділення не є абсолютним, оскільки держава уповноважена втрутитись, з метою захисту прав і свобод людини і громадянина, забезпечення правопорядку та припинення розпалювання релігійної ворожнечі.
Крім того, держава виступає нейтральним арбітром у міжконфесійних спорах, конфліктах з неідеологічних питань та формує юридичну базу для реєстрації та діяльності церковних інститутів. На законодавчому рівні держава затверджує політику віротерпимості, можливості сповідувати будь-яку релігію (або не сповідувати ніякої) у тому числі для військовослужбовців та ув'язнених.  Правовий режим Церкви в Україні визначений Конституцією і деталізований іншими законодавчими актами. В Україні Основним Законом держави закріплені релігійний плюралізм, свобода волі та совісті.

Церковні організації не є підконтрольними державі, але і не мають засобів прямого впливу на органи влади, політичну ситуацію та ін. Хоча в Конституції задекларовано рівність конфесій, на законодавчому рівні підкреслено значущість православ'я для історії, культури, державності, моральності, спадкоємності традицій українського суспільства. Так, Кодекс законів про працю України визначає найзначніші православні свята, як-то – Різдво Христове, Пасха, Трійця- як святкові і неробочі дні (ст. 73).
Але дивлячись на притаманну українському суспільству поліконфесійність та плюралізм, що проголошений у конституції та Закріплений у ст 73: «За поданням релігійних громад інших (неправославних) конфесій, зареєстрованих в Україні, керівництво підприємств, установ, організацій надає особам, які сповідують відповідні релігії, до трьох днів відпочинку протягом року для святкування їх великих свят з відпрацюванням за ці дні». Через секуляризацію системи права від релігійних норм, держава відокремилася від Церкви, отже уникнула подальшого впливу на правові норми, але й сама втратила можливість здійснювати державно–правовий контроль та примус у сфері церковних відносин.
Церкві надано ряд пільг, зокрема в оподаткуванні, найбільші християнські свята є державними вихідними днями, а можливість сповідувати будь-яку релігію захищена законодавчо, аж до існування статті Кримінального кодексу України «Перешкоджання здійсненню релігійного обряду» (ст 180)

### Моделі державно-релігійних відносин
Держави їх взаємовідносини з релігійними організаціями можна поділити на три групи:
1. країни, в яких є державна церква;
2. країни, конституції яких не надають тій чи іншій релігії статусу державної, але надають особливий статус (статус традиційної) одній або декільком конфесіям чи релігіям;
3. країни, де діє принцип сепаратизму — відділення релігійних організацій від держави.

До країн, що входять в першу групу відносяться Велика Британія, Данія, Греція, Фінляндія та Швеція. Таке становище в цих країнах склалося історично, воно відображає переконання народу в благотворну дію релігії на політику і суспільну мораль.
До країн, що входять у другу групу, належать Австрія, Бельгія, Німеччина, Ірландія, Іспанія, Італія, Люксембург, Португалія. Конституції цих країн виділяють одну або кілька традиційних для держави релігійних організацій, яким віддають перевагу у співпраці в сфері культури, освіти, соціального захисту, допускають їх у збройні сили і виправні установи. Фінансові витрати традиційних релігійних організацій за цими статтями покриваються з державного бюджету, служителі культу отримують державну платню та пенсії.
До країн, що входять в третю групу, належать Нідерланди та Франція. Принцип сепаратизму, прийнятий в цих країнах, на практиці не означає рівне становище релігійних організацій. Кожна з зазначених держав враховує історичне минуле і сьогодення вплив конфесій чи релігій, розташованих на їх територіях.
Типи держав по їх відношенню до релігії і взаєминам з релігійними організаціями. За такою основою, як ставлення офіційної влади до релігії, можна виділити типи держав, тобто певним чином їх класифікувати.
З цієї точки зору виділяють:
1. світські держави;

Держави з офіційними релігіями
Буддизм
Іслам
Шиїтський іслам
Сунітський іслам
Православ'я
Протестантизм i Англіканство
Католицизм

2. держави з режимом державної церкви;
3. клерикальні держави;
4. теократичні держави.

Іноді говорять про так звані атеїстичні держави.
Світська держава — модель державно-церковних відносин, де проведено відділення церкви від держави, не існує жодної державної чи обов'язкової релігії, визнається свобода релігії та атеїзму, релігійних та антирелігійних поглядів.
Це означає, що держава і релігійні об'єднання відділені один від одного, тобто взаємно не втручаються в справи один одного.
На противагу світській державі, усталеній у Франції, США, Росії, існують держави, в яких одна з релігій визнається державною (англіканська церква у Великій Британії, юдаїзм в Ізраїлі, лютеранська церква в Скандинавських країнах, мусульманство в ісламських державах Близького та Середнього Сходу).
Таке становище склалося в цих країнах історично, воно відображає глибоке переконання народу в благотворну дію релігії на політику і суспільну мораль.
Державна церква — модель державно-церковних відносин, що надає перевагу певній конфесії. Передбачає пряме фінансування державою її інституцій і державний контроль за використанням коштів, делегування церковним структурам певних державних функцій (реєстрація новонароджених, смертей, шлюбів тощо).
Одним із прикладів можна навести Грецію, державною тут вважається православна церква. З кінця 30-х років дозвіл на побудову будь-якої неправославної споруди дає місцевий митрополит. Весь соціальний пакет гарантується державою, у школах присутня православна освіта. За характером відносин до грецької близька і італійська модель державно-церковних відносин, де понад 90 % населення католики.
Також державні церкви існують в Англії (англіканська церква), Швеції і Данії (лютеранська церква), Ірані (іслам, головним чином шиїтського напряму), Кувейті і Саудівській Аравії (іслам, головним чином сунітського напряму) тощо.
У конституціях понад 40 держав зафіксовано особливий статус певної церкви.
Клерикальна держава — це модель державно-церковних відносин, при якій церковна ієрархія через законодавчо встановлені інститути визначальним чином впливає на політику держави і всі сфери суспільного життя.
У клерикальній державі церква не тільки має державний статус і користується привілеями, але також є впливовою політичною силою.
Ідеї клерикалізму лежать в основі клерикальних партій. Ці партії можуть існувати тільки в державах або католицьких (Бельгія), або таких, де сильно поширений і відіграє помітну роль (Німеччина). Про клерикалізацію можна говорити до тих пір, поки існує рівновага протиборчих сил. Коли рівновага порушується, мова починає йти або про теократію, або про світську державу. Коли конфесія, яка прагне до з'єднання духовної та світської влади в руках релігійних лідерів, стає домінуючою силою в країні, держави слід іменувати не клерикальними, а теократичними.
Неодмінною ознакою клерикалізації є наявність зустрічного протиборчого процесу секуляризації. Різко антиклерикальне законодавство встановлене в Мексиці та Уругваї.
Передбачається, що атеїстична держава — це країна, в якій державні органи влади проводять атеїстичну пропаганду і навіть можливо переслідування вірян і священнослужителів.
До атеїстичних держав прийнято відносити СРСР та інші країни соціалістичного ладу. Крім пропаганди і атеїстичного виховання в процесі побудови соціалістичної держави застосовувалися і силові методи: репресії проти священників і вірян, закриття і руйнування храмів. Разом з тим атеїзм і войовниче безбожництво — це не одне і те ж.
Теократія — це модель державно-церковних відносин, згідно з якою вся влада в державі зосереджена в руках глави церкви, а також її органах. Дана модель передбачає уподібнення світської влади з духовною, що регулюють функції держави та її органів, всього суспільного життя панівною релігією та її інституціями. Оскільки релігія займає панівне становище, то вона витісняє всі інші релігійно–етичні та світоглядні концепції із суспільства. Відсутність свободи віросповідання є одним із проявів теократії.
В епоху рабовласницького ладу у таких державах як Єгипет, Вавилон, Юдейське царство, Арабський халіфат теократія проявилася у вигляді східної деспотії.
Традиційно до теократичних держав теперішнього часу можна віднести християнський Ватикан і мусульманський Іран, де на чолі публічної влади стоїть лідер духовенства.
Прикладом абсолютної теократичної монархії є Ватикан, де вся повнота влади зосереджена в руках Папи, що обирається колегією кардиналів довічно. В Ісламській Республіці Іран над світськими органами (парламентом, президентом, урядом) існує довічний керівник, що офіційно є головним політичним і духовним лідером країни.

## Релігія і наука
Протягом тривалих періодів релігійні інституції були рушіями наукового поступу. У «золотому віці» ісламу багдадський Дім мудрості й придворні вчені-теологи заклали основи алгебри та оптики, об’єднавши богословські студії з перекладами грецької науки. У середньовічній Європі монастирі та університети, засновані Церквою, зберігали класичну спадщину й розвивали природознавство; єзуїтські вчені на кшталт Кристофера Клавія запровадили новий календар і астрономічні спостереження – приклади того, як віра та дослідницька допитливість діяли у зв’язці.
Час від часу між ними спалахували гострі суперечки. Суд над Галілеєм (1633) чи публічні баталії навколо еволюції в XIX–XX ст. дали поживу «конфліктній тезі», популяризованій письменниками-просвітниками Джоном В. Дрейпером і Ендрю Д. Вайтом. Сучасна історіографія, однак, показує, що ці епізоди були радше локальними зіткненнями інтересів, а не всесвітньою «війною» між церквою й лабораторією.
У XX–XXI ст. зростає модель партнерства. Католицький священник-космолог Жорж Леметр запропонував теорію Великого вибуху, що нині лежить в основі космології; Ватиканська обсерваторія й міжрелігійні ініціативи, такі як програмa BioLogos, організовують діалог про еволюцію, екологію та етику штучного інтелекту. У підсумку дедалі більше науковців і теологів розглядають свої галузі як взаємодоповнювальні способи пізнання: наука пояснює механізми та факти, а релігія окреслює сенс і цінності, у яких ці факти набувають людського значення.
У Божому Принципі релігія і наука описуються як «два методи подолання невігластва», що шукають внутрішній (духовний) і зовнішній (матеріальний) аспекти однієї й тієї самої істини. Мета науки — пізнати фізичний світ у всій його повноті, а мета релігії — пізнати духовний світ. Коли людство досягне зрілості, ці сфери мають поєднатися, щоб разом розв’язати ключові проблеми та подати цілісне знання, у якому емпіричні факти підтримують духовні цінності. Таким чином, співпраця релігії та науки відкриває шлях до ідеального світу.

## Розподіл чисельності послідовників віровчень у людському суспільстві
За даними на 2010 розподіл населення світу (близько 7 млрд) за приналежністю до релігії такий:
- 31,5 % з числа вірян — християни близько 2,17 млрд, зокрема римо-католиків 1050 млн, ортодоксальна східна віра 240 млн, протестанти 396 млн, англікани 70 млн, інші 275 млн.
- 23,2 % — мусульмани близько 1,6 млрд, зокрема суніти 940 млн, шиїти 120 млн[26]
- 14,5 % сповідують індуїзм (1033 млн),
- 7,1 % — буддисти (488 млн),
- 5,9 % сповідують традиційні народні релігії, зокрема, культи аборигенів Африки, Америки, Австралії, Китаю (405 млн),
- 0,8 % — інші релігії (зокрема неоязичництво, бахаїзм, синтоїзм, таоїзм, джайнізм, сикхізм, вікка, тенриїзм) 58 млн,
- 0,2 % — юдеї (13,85 млн)
- 16,3 % — релігійно невизначені (в тому числі атеїсти, агностики, різні філософські течії) (1,13 млрд), Майже три чверті (73 %) людей у світі живуть у країнах, в яких їхня релігійна група складає більшість населення. Лише близько чверті (27 %) всіх людей живуть як релігійні меншини. Немає жодної країни, де би люди, які твердо ідентифікують себе з народними й традиційними віруваннями, становили більшість (правда, у Японії ситуація специфічна через методологію досліджень та явище синто-буддистського синкретизму).

## Пов'язані поняття
- Віра
- Апологетика
- Монотеїзм
- Політеїзм
- Анімізм
- Атеїзм
- Агностицизм
- Теократія
- Тотем
- Міф
- Поширення християнства на території Київської Русі
- Таємне товариство
- Релігії населення островів Тихого океану
- Походження релігійних уявлень
- Державна релігія
- Релігійна свідомість
- Релігійний культ
- Класифікація релігій
- Релігійна діяльність
- Психологія релігії
- Двоїста істина